# Okvir (veštačka inteligencija)
Okviri su struktura podataka veštačke inteligencije koja se koristi za podelu znanja na podstrukture predstavljanjem „stereotipnih situacija“. Njih je predložio Marvin Minski u svom članku iz 1974. godine „Okvir za predstavljanje znanja“. Okviri su primarna struktura podataka koja se koristi u okvirnim jezicima veštačke inteligencije; oni se čuvaju kao ontologije skupova.
Okviri su takođe obiman deo šema predstavljanja znanja i rezonovanja. Oni su prvobitno izvedeni iz semantičkih mreža i stoga su deo reprezentacija znanja zasnovanih na strukturi. Prema Raselovom i Norvigovom delu Veštačka inteligencija: savremeni pristup, strukturne reprezentacije sastavljaju „[...]činjenice o određenim objektima i tipovima događaja i raspoređuju tipove u veliku taksonomsku hijerarhiju analognu biološkoj taksonomiji“.

## Literatura
- Russell, Stuart J.; Norvig, Peter (2010), Artificial Intelligence: A Modern Approach (2nd изд.). ISBN 0-13-604259-7., Upper Saddle River, New Jersey: Prentice Hall, , ch. 1.
- Marvin Minsky, A Framework for Representing Knowledge Архивирано на веб-сајту  (7. јануар 2021), MIT-AI Laboratory Memo 306, June, 1974.
- Daniel G. Bobrow, Terry Winograd, An Overview of KRL, A Knowledge Representation Language[мртва веза]
- R. Bruce Roberts and Ira P. Goldstein, The FRL Primer, 1977
- R. Bruce Roberts and Ira P. Goldstein, The FRL Manual, 1977
- Brachman, R.; Schmolze, J. (1985). „An overview of the KL-ONE Knowledge Representation System”. Cognitive Science. 9 (2): 171—216. doi:10.1016/s0364-0213(85)80014-8 .
- Fikes, R. E.; Kehler, T. (1985). „The role of frame-based representation in knowledge representation and reasoning”. Communications of the ACM. 28 (9): 904—920. S2CID 9868560. doi:10.1145/4284.4285 .
- Peter Clark & Bruce Porter:  KM - The Knowledge Machine 2.0: Users Manual,  http://www.cs.utexas.edu/users/mfkb/RKF/km.html.
- Peter D. Karp, The Design Space of Frame Knowledge Representation Systems, Technical Note 520. Artificial Intelligence Center, SRI International, 1992

## Spoljašnje veze
- Minsky's "A Framework for Representing Knowledge" Архивирано на веб-сајту  (7. јануар 2021)
- Artificial Intelligence: A Modern Approach Website
- Frame-Based Systems Архивирано на веб-сајту  (27. јул 2009)
- The Generic Frame Protocol
- The Protégé Ontology Editor
- Intro Presentation to Frame Languages